# Magdalena Wichrowska
Magdalena Wichrowska z domu Magdalena Stelmach (ur. 17 listopada 1991) – polska pięściarka, wicemistrzyni świata amatorek. Zawodniczka Gliwickiego Uczniowskiego Klubu Sportowego "Carbo".
Występuje w kategorii do 64 kg. Zdobywczyni srebrnego medalu mistrzostw świata w 2012 roku w Qinhuangdao. W finałowym pojedynku przegrała z północnokoreańską zawodniczką Pak Kyong-ok.
Brązowa medalistka mistrzostw Polski 2012) w kategorii do 60 kg.